# Graham Stilwell
Graham Rodney Stilwell (* 15. November 1945 in Denham; † 31. Januar 2019) war ein britischer Tennisspieler.

## Karriere
Bereits in seiner Jugend feierte Stilwell internationale Erfolge. So erreichte er beispielsweise 1963 das Einzelfinale und gewann er 1964 mit Stanley Matthews das Juniorendoppel der Australian Championships, die später als Australian Open ausgetragen wurden. 1963 stand er auch erstmals im Hauptfeld der Australian Championships und in Wimbledon. 1964 hatte er sein bestes Ergebnis bei einem Grand-Slam-Turnier, als er mit Mike Sangster in der Doppelkonkurrenz der später als US Open ausgetragenen U.S. Championships das Finale erreichte, welches sie in drei Sätzen gegen Chuck McKinley und Dennis Ralston verloren.
Vor dem Beginn der Open Era im Jahr 1968 erreichte Stilwell ein Einzelfinale in Southampton, in welchem er dem Australier Tony Roche in vier Sätzen unterlag. Zu Beginn 1968 erreichte er bei drei Turnieren in Australien und Neuseeland das Halbfinale, in Hobart kam er soar ins Finale, in welchem er Ray Ruffels unterlag. Im Folgejahr erreichte er jeweils im Doppel und im Einzel eine Finalrunde. In Manchester musste er im letzten Einzelfinale seiner Karriere gegen Clark Graebner eine Niederlage einstecken und in Stockholm verloren er und Andrés Gimeno die Finalpartie. Nachdem er 1972 an der Seite von Mark Cox drei Halbfinalrunden im Doppel erreicht hatte, kam er 1973 mit Mark Cox in zwei und mit Gerald Battrick in drei Turnieren ins Doppelfinale. Mit beiden Partnern konnte er je einen Titel gewinnen, mit Cox in Köln und mit Battrick in London.
Im Jahr 1969 wurde er in sechs Begegnungen in der britische Davis-Cup-Mannschaft eingesetzt. Er gewann 10 seiner 13 Matches.
Nach 1975 trat Stilwell bei keinem hochklassigen Einzelturnier mehr an, 1977 zu letzten Mal in einem Doppel.
Nach seiner aktiven Karriere leitete Stilwell eine Tennis Academy in Virginia, wo er ebenfalls als Trainer tätig war.

## Erfolge

### Einzel

#### Finalteilnahmen
| Nr. | Datum           | Turnier    | Belag | Finalgegner    | Ergebnis                |
| --- | --------------- | ---------- | ----- | -------------- | ----------------------- |
| 1.  | 14. Januar 1968 | Hobart     | Rasen | Ray Ruffels    | 6:3, 8:6, 5:7, 5:7, 2:6 |
| 2.  | 7. Juni 1969    | Manchester | Rasen | Clark Graebner | 7:9, 6:3, 4:6           |

### Doppel

#### Turniersiege
| Nr. | Datum            | Turnier  | Belag       | Partner         | Finalgegner                   | Ergebnis |
| --- | ---------------- | -------- | ----------- | --------------- | ----------------------------- | -------- |
| 1.  | 25. Februar 1973 | Köln     | Teppich (i) | Mark Cox        | Tom Okker Marty Riessen       | 7:6, 6:3 |
| 2.  | 5. August 1973   | Columbus | Hartplatz   | Gerald Battrick | Colin Dibley Charlie Pasarell | 6:4, 7:6 |

#### Finalteilnahmen
| Nr. | Datum              | Turnier            | Belag         | Partner         | Finalgegner                   | Ergebnis      |
| --- | ------------------ | ------------------ | ------------- | --------------- | ----------------------------- | ------------- |
| 1.  | 13. September 1964 | U.S. Championships | Rasen         | Mike Sangster   | Chuck McKinley Dennis Ralston | 3:6, 2:6, 4:6 |
| 2.  | 29. November 1969  | Stockholm          | Hartplatz (i) | Andrés Gimeno   | Roy Emerson Rod Laver         | 4:6, 2:6      |
| 3.  | 17. Februar 1973   | Kopenhagen         | Teppich (i)   | Mark Cox        | Tom Gorman Erik van Dillen    | 4:6, 4:6      |
| 4.  | 30. September 1973 | Chicago            | Hartplatz (i) | Gerald Battrick | Owen Davidson John Newcombe   | 7:6, 6:7, 6:7 |
| 5.  | 17. November 1973  | London             | Teppich (i)   | Gerald Battrick | Mark Cox Owen Davidson        | 4:6, 6:8      |